# Charles-Augustin de Ferriol d'Argental
Pour les articles homonymes, voir Ferriol.
Charles-Augustin de Ferriol d'Argental, né le 20 décembre 1700 et mort le 5 janvier 1788, est un administrateur et ambassadeur français.

## Biographie
Son père est Augustin-Antoine de Ferriol (1653-1736 ou 1737), comte d'Argental, président à mortier du parlement de Metz en 1720, et frère de Charles de Ferriol d'Argental, ambassadeur de France à Constantinople. Sa mère est Marie-Angélique de Tencin (1674-1736), sœur du cardinal et de Mme de Tencin, la célèbre romancière et salonnière qui tient son neveu  en piètre estime.
Charles-Augustin de Ferriol d'Argental, est surnommé goussaut dans sa famille (trapu, lourd). Il épouse en 1737 Jeanne-Grâce de Bosc du Bouchet (1703-1774), fille de Marc Antoine de Bosc (1671–1734), marquis du Bouchet-Valgrand et Grâce Angélique Arrazola de Oñate (1676-1746), marquise douairière de Monpouillian.
Il est conseiller au parlement de Paris en 1721. Il est intendant de Saint-Domingue en 1738. 
En 1759, il est nommé ministre plénipotentiaire de la cour du petit duché de Parme et Plaisance auprès du roi de France. A raison d'une lettre par semaine, jusqu'à sa mort en 1788, ce ne sont pas moins de 3 000 lettres à lui envoyées pendant 29 ans qui sont conservées. On conserve aussi une partie des lettres officielles et des bulletins ("nouvelles à la main") que lui-même envoyait à Parme.
Il devint baron de Saint-Martin de l'isle de Ré, en 1760, à la mort de sa tante, La Grolée, sœur de Mme de Tencin, qui avait obtenu ce fief par jugement en 1743.
Il est connu pour son amitié avec Voltaire, qu'il avait rencontré au collège Louis-le-Grand de 1707 à 1711. Voltaire adresse de nombreuses lettres au comte et à sa femme, qu'il appelle « mes divins anges ».
Charles-Augustin de Ferriol d'Argental est le frère de l’administrateur et auteur dramatique Antoine de Fériol de Pont-de-Veyle.